# Nili (Västbanken)
Nili (hebreiska: ניל"י, נילי) är en israelisk bosättning på  Västbanken. Den ligger 360 meter över havet och antalet invånare är 846.
Terrängen runt Nili är kuperad åt nordost, men åt sydväst är den platt. Terrängen runt Nili sluttar brant västerut. Runt Nili är det tätbefolkat, med 331 invånare per kvadratkilometer. Närmaste större samhälle är Modi'in Illit, 3,5 km söder om Nili. Omgivningarna runt Nili är i huvudsak ett öppet busklandskap.